# La Nuit porte-jarretelles
Pour plus de détails, voir Fiche technique et Distribution.
La Nuit porte-jarretelles est un film français de Virginie Thévenet, sorti en 1985.

## Synopsis
Jezabel, une jeune femme délurée et émancipée qui vient d'être quittée par son compagnon, entraîne Ariel, un garçon timide et candide, dans une initiation et une découverte érotiques du Paris nocturne. De l'appartement de Jezabel, où elle lui fait découvrir son affriolante garde-robe, aux bars louches, des peep-shows jusqu'au bois de Boulogne, puis chez des amis... C'en est bientôt trop pour Ariel qui choisit, au terme de cette nuit, de partir seul.
La distribution des personnages secondaires a la particularité de rassembler de nombreuses figures de la nuit de l'époque, anciens du Palace, habitués des Bains-douches.

## Fiche technique
- Titre : La Nuit porte-jarretelles
- Réalisation : Virginie Thévenet
- Scénario : Virginie Thévenet
- Musique : André Demay, Mikado, Virginie Thévenet
- Photographie : Alain Lasfargues
- Son : Pierre Donnadieu
- Montage : Jacqueline Mariani
- Sociétés de production : Avidia films, Forum distribution
- Pays d'origine :  France
- Format : couleurs - 35 mm - 1,66:1 - stéréo
- Genre : comédie romantique
- Durée : 85 minutes
- Date de sortie : 20 mars 1985

## Distribution
- Jezabel Carpi : Jezabel
- Ariel Genet : Ariel
- Caroline Loeb : Louise
- Eva Ionesco : Albane
- Arielle Dombasle : la secrétaire
- Jean-Pierre Kalfon : le présentateur
- Dominique Besnehard : le fou devant les toilettes
- Pascal Greggory
- Farida Khelfa
- François-Marie Banier
- Maud Molyneux
- Patrick Bauchau
- Rosette
- Amidou
- Laura Duke Condominas
- François Baudot
- David Rochline
- Paquita Paquin
- Christian Louboutin
- Étienne Chatiliez
- Marie Beltrami